# Escut de Guyana
L'escut de Guyana fou concedit pel College of Arms (l'autoritat heràldica britànica) el 25 de febrer del 1966, encara en època colonial.
És un escut d'argent amb tres cintes ondades d'atzur, en representació dels tres rius principals del país, amb una Victoria regia al cap i un hoatzín al peu, respectivament la flor i l'ocell nacionals.
Com a suport de l'escut hi ha dos jaguars al natural, un a cada banda; el de la destra aguanta un pic i el de la sinistra una canya de sucre i una planta d'arròs, en al·lusió a la indústria minera i agrícola. Per sota, una cinta d'argent amb el lema nacional en anglès escrit en lletres majúscules de sable: ONE PEOPLE, ONE NATION, ONE DESTINY ('Un poble, una nació, un destí').
És timbrat per un casc d'or amb llambrequí d'argent i d'atzur, somat d'un borlet d'aquests mateixos colors amb l'anomenada Corona del Cacic, en record de la població indígena, amb dos diamants a banda i banda.